# Jay Cocks
Jay Cocks, właśc. John C. Cocks Jr. (ur. 12 stycznia 1944 w Nowym Jorku) – amerykański scenarzysta i krytyk filmowy, dwukrotnie nominowany do Oscara, pierwszy raz w 1994 za scenariusz do Wieku niewinności, drugi raz za scenariusz do Gangów Nowego Jorku.

## Życiorys
Urodził się w Nowym Jorku. Ukończył Kenyon College w Gambier w Ohio. Zanim rozpoczął karierę jako scenarzysta filmowy, był krytykiem, publikującym na łamach, m.in.: „Time”, „Newsweek” i „Rolling Stone”. 
Współpracował z George’em Lucasem przy postprodukcji Gwiezdnych wojen (m.in. tekst prologu do sagi). Jako scenarzysta pracował z Martinem Scorsesem (Wiek niewinności, Gangi Nowego Jorku). 
W 2016 współtworzył scenariusz do Milczenia na podstawie powieści japońskiego powieściopisarza Shūsaku Endō. Był także scenarzystą 68 gali rozdania Oskarów - to był rok 1996. Legenda głosi, że to on przedstawił sobie Martina Scorsesego i Roberta De Niro.
15 lipca 1972 ożenił się z aktorką Verną Bloom, która zmarła 9 stycznia 2019. 